# Rutongo
Rutongo est une ville du Rwanda située à 10 km au nord de Kigali, dans la province de Kigali, à une altitude de 1 579 m.
La société Rutongo Mines y exploite un gisement de cassitérite. En 1948, dans son récit Le Nouveau Congo, le journaliste américain Tom Marvel décrivait cette « belle » mine d'étain, sous le titre « Richesses du Rwanda ».
La localité abrite le Grand séminaire propédeutique de Rutongo.